# Reesa vespulae
Reesa vespulae là một loài bọ cánh cứng trong họ Dermestidae. Loài này được Milliron miêu tả khoa học năm 1939.